# Ronny Van Holen
Ronny van Holen (Aalst, 9 de març de 1959) és un ciclista belga, ja retirat, que fou professional entre 1981 i 1992. En el seu palmarès destaca el Campionat del món júnior en ruta de 1977, una victòria d'etapa de la Volta a Catalunya de 1984 i la Fletxa Brabançona del mateix any, la classificació de les metes volants de la Volta a Espanya de 1985 i el Circuit Het Volk de 1988.

## Palmarès
- 1977
  -  Campió del món júnior en ruta
- 1979
  - 1r al Tour d'Hainaut Occidental i vencedor de 2 etapes
- 1980
  - 1r a la Brussel·les-Opwijk
  - Vencedor d'una etapa de la Fletxa del Sud
  - Vencedor d'una etapa del Tour de la Yonne
- 1982
  - 1r al Gran Premi Pino Cerami
  - Vencedor d'una etapa de la Volta a Alemanya
- 1984
  - 1r a la Fletxa Brabançona
  - 1r al Gran Premi Jef Scherens
  - Vencedor d'una etapa de la Volta a Catalunya
  - Vencedor d'una etapa de la Setmana Catalana
- 1985
  - 1r al Gran Premi de Fayt-le-Franc
  - 1r a la Fletxa costanera
  - Vencedor de la classificació de les metes volants de la Volta a Espanya
- 1986
  - 1r a la Binche-Tournai-Binche
  - 1r a la Mandel-Lys-Escaut
- 1987
  - 1r al Gran Premi Jef Scherens
- 1988
  - 1r al Circuit Het Volk
- 1991
  - 1r a la Druivenkoers Overijse

### Resultats a la Volta a Espanya
- 1984. 59è de la classificació general
- 1985. 74è de la classificació general. Vencedor de la classificació de les metes volants
- 1987. Abandona (4a etapa)
- 1989. 100è de la classificació general

### Resultats al Tour de França
- 1986. Abandona (16a etapa)
- 1989. Abandona (12a etapa)

### Resultats al Giro d'Itàlia
- 1981. Abandona (8a etapa)